# کیم ته-هون
کیم ته-هون (کره‌ای: 김태훈؛ انگلیسی: Kim Tae-hun؛ زادهٔ ۱۵ اوت ۱۹۹۴) یک تکواندوکار اهل کره جنوبی است. او تاکنون دو بار قهرمان جهان و یک بار قهرمان بازی‌های آسیایی در وزن ۵۴ کیلوگرم شده‌است. هم‌چنین در المپیک ۲۰۱۶ مدال برنز را کسب کرد.